# Robert F. Furchgott
Robert Francis Furchgott (Charleston, Carolina del Sur, Estados Unidos, 4 de junio de 1916 - 19 de mayo de 2009) fue un bioquímico estadounidense. Estudió Química en la Universidad de Carolina del Norte en Chapel Hill. En 1956 trabajó como profesor de Farmacología en la Universidad Estatal de Nueva York y desde 1988 se dedicó a la enseñanza en el Departamento de Farmacología de la Universidad de Miami.
Sus investigaciones, por las cuales obtiene el Premio Nobel de Fisiología o Medicina en 1998, se centraron en el análisis de los efectos de distintas drogas sobre la musculatura vascular, llegando a la conclusión de que los vasos sanguíneos se dilatan sólo si el endotelio vascular producía una señal desconocida que hace que las células musculares vasculares se relajen.
A esta sustancia que denominó EDRF (factor de relajación derivado del endotelio- óxido nítrico o NO-), dirigió sus investigaciones de dicho factor.
Compartió el Premio Nobel con Ferid Murad y Louis J. Ignarro.